# 米哈伊尔·阿法纳西耶维奇·布尔加科夫
米哈伊尔·阿法纳西耶维奇·布尔加科夫（俄語：Михаил Афанасьевич Булгаков，1891年5月15日—1940年3月10日），或譯鮑加可夫，蘇聯小说家、剧作家。

## 生平
米哈伊尔·阿法纳西耶维奇·布尔加科夫出生于乌克兰基辅的一个俄罗斯家庭。他是家中的长子，父亲是神学教授。自幼喜爱文学、音乐、戏剧，深受果戈理、歌德等的影响。
1913年，布尔加科夫和Tatiana Lappa结婚。第一次世界大战爆发后，他报名参加了红十字会。1916年，他从基辅大学医疗系毕业后，参加了白军。他还曾被短暂征入乌克兰民族军。1919年，他决定弃医从文，成为一个记者。他的兄弟们也都参加了白军，在内战结束后，除了米哈伊尔以外，都流落到巴黎。布尔加科夫从未被允许去西方探望他们。
1921年，布尔加科夫与第一个妻子离婚，与Lyubov' Belozerskaya结婚。在20年代早、中期，他发表了一系列作品，但从1927年开始，他被批评为作品严重反对苏维埃。到1929年，他的任何作品都无法通过审查。
1931年，布尔加科夫与伊莱娜·希洛夫斯卡亞结婚。伊莱娜即是《大师与玛格丽特》中玛格丽特的原型，本姓Nyurenberg，希洛夫斯基是她前夫的姓。她和前夫离婚后，第二天就和布尔加科夫结婚。在布尔加科夫生命的最后十年里，他继续写作《大师与玛格丽特》和其他戏剧、评论、小说、翻译，但无一得到发表。
布尔加科夫和苏维埃政权之间的关系一直很紧张。1930年，他给斯大林写了封信，请求说：如果苏联不能使用他的讽刺文学才能，请让他移民国外。斯大林本人给他回了电话，拒绝了他。但由于斯大林比较欣赏他的戏剧《图尔宾一家的日子》（根据《白卫军》改编），便给他在莫斯科一家小剧院找到了工作，后来又调到莫斯科艺术剧院。然而他在剧院的工作并不成功。他还曾短暂地在莫斯科大剧院当词作者，但很快离开了。
1940年，布尔加科夫因家族遗传的肾病而去世。

## 作品

### 早期作品
布尔加科夫在生前一般是由于他在莫斯科艺术大剧院的戏剧而为人所知。他根据莫里哀生平改编的戏剧“伪君子”至今仍在莫斯科艺术大剧院上演。即使在他的戏剧被禁演后，他仍然写过一个伊凡雷帝访问30年代的莫斯科的喜剧，和一些关于青年斯大林的戏剧。这大概是他躲过了1937年文艺界大清洗的原因。
布尔加科夫从20年代早期开始写作。1924年他完成了《白卫军》（1966年出版），以编年史的形式讲述了一个白军军官的家庭，这个家庭的成员们都加入了白军，但他们最后不是死去，就是改变初衷。根据这部小说改编的话剧《图尔宾一家的日子》得到了斯大林的赞赏，称该剧“显示了布尔什维克无坚不摧的力量。”同期他还根据自己在1916年到1919年间当战地医生的经验，写了一个短篇小说集《一个年轻医生的笔记》(Записки юного врача)。
20年代中期，他开始喜欢赫伯特·乔治·威尔斯的作品，并写了一些带有科幻风格的小说。《坏蛋》讲一位佩西科夫教授，发现了一种红色射线，可以加快生物生长。当时，莫斯科正流行鸡瘟，鸡成批死去，苏联当局便在一家国营农场试用这种射线。但鸡蛋在运输过程中与佩西科夫教授的实验用蛋相混，结果运到农场的是鸵鸟蛋、蛇蛋和鳄鱼蛋，在射线照射后，孵出来一堆怪物，大闹莫斯科。为了平息事端，政府开动宣传机器，指责佩西科夫教授故意搞出来这些怪物。这篇小说使政府把布尔加科夫打入“反革命”的黑名单。
《狗心》讲述了一个医生把人的大脑细胞和主要器官移植到一条叫沙里克的狗身上。这条狗开始变得像人一样，会说话并具有人的特点，但性格却十分狂暴可恶。最后医生只好又给它动了一次手术，使它变回成狗。这篇小说被认为是对苏联的讽刺。1973年，William Bergsma把它改编成一个喜剧《沙里克同志谋杀案》，并在1988年被拍成电影。
其他作品还有1926年的《卓伊金的住宅》（剧本）和1928年的《紫红色的岛屿》。

### 《大师與玛格丽特》
有说法认为《大师与玛格丽特》是魔幻现实主义的开山之作。布尔加科夫从1928年开始写这部小说，但在1930年三月，当他得知自己的作品《伪君子》被禁时，将《大师与玛格丽特》的手稿销毁（据布尔加科夫本人回忆，是在火炉中烧毁）。1931年，他又重新开始写《大师与玛格丽特》，至1936年基本写完。三稿完成于1937年。在他的妻子的帮助下，他继续修改作品，直到死前四周。他的妻子在1940到1941年间完成了修改。
1966年，本书（12％被删去，更多的地方被改动）才第一次出版。被删改的章节以手抄本的形式在地下流传。1967年，法兰克福的一位出版人在此基础上出版了较完全的版本。在苏联，第一个完全版本出版于1973年。
这部小说中文又译作《撒旦起舞》，故事有三条主线：首先是以外国魔术师沃兰德身份出现的撒旦，带着他的随从（其中最引人注目的是一只会直立行走说人话、暴力倾向严重的大黑猫），来到莫斯科，加入了一个年轻诗人“无家汉”和一个莫斯科文联官员的谈话，预言了官员的死亡，随后将莫斯科文艺圈搅得天翻地覆。“无家汉”被送入了精神病院，在那里他遇到了大师。大师由于写一篇关于彼拉多和耶稣的历史小说时产生了精神异常，焚毁了手稿，离弃了爱人，最后被关进精神病院。
第二条线讲大师的爱人，玛格丽特，被撒但选中作为当晚魔鬼舞会的女主人，为此她得到了超自然的能力，裸体飞行在俄罗斯上空。在飞行中，她肆意捣毁了一个批评过大师的文艺评论者的家。最后撒但答应实现玛格丽特的任何愿望，玛格丽特要求将大师解救出来，并从此和她生活在贫穷和爱情中。撒但转而决定将大师和玛格丽特都带走，当次日太阳升起，莫斯科陷没在一片火焰中，他们飞翔离开。
第三条线採用了示現，講耶稣受难当天，他和彼拉多之间的对话，以及对当时真相的探求和描述。这条线开始于开篇时撒但与文联官员的对话，时隐时现于大师的手稿，并有大段直接描写和复杂的对哲学、神学、人性的讨论。

## 註記
1. ↑  . Encyclopedia Britannica.   [2021-03-09]. （原始内容存档于2021-04-02） （英语）.
2. ↑  Haber, Edythe C. . Harvard University Press. 1998: 23. ISBN 978-0-674-57418-2 （英语）.
3. ↑  儒略曆5月3日